# 玫瑰园中学
玫瑰园中学（ Rongrian Suan Kulap Witthayalai）是泰国曼谷历史最悠久的公立中学，由泰王朱拉隆功创立于1882年，为男校。
玫瑰园中学开设在原先曼谷大皇宫的玫瑰园内，因而得名。原本是为王公贵族子弟设立的学校。大量泰国社会各界精英毕业于此，包括八位泰国总理、九位大理院长、五位总检察长、两位500强CEO。

## 校友
- 比里·帕侬荣
- 炳·廷素拉暖
- 披耶·玛奴巴功
- 他威·汶耶革
- 社尼·巴莫
- 比里·帕侬荣
- 克立·巴莫
- 他宁·盖威迁
- 素拉育·朱拉暖
- 顺通·空颂蓬
- Mongkol Ampornpisit
- Ruangroj Mahasaranon（英语：Ruangroj Mahasaranon）
- 法胜大师
- Pin Malakul（英语：Pin Malakul）
- Panupong Pituksung
- Phon Sangsingkeo（英语：Phon Sangsingkeo）
- Somsak Jeamteerasakul（英语：Somsak Jeamteerasakul）
- Newin Chidchob（英语：Newin Chidchob）
- Watana Muangsook（英语：Watana Muangsook）
- 阿提瓦拉·孔玛莱
- 塔察宫·波露娅楠
- 林陽
- 朱塔吾·帕塔拉刚普
- 巴拉奇亚·鲁洛
- 彩拿甘·阿旁蘇提南
- 提拉東·蘇帕龐皮尤
- 瓦奇拉维特·奇瓦雷
- 卡納吾·翟彼帕塔納朋
- 翁拉维·那提通
- 卡納潘·佩澤坤
- 吉迪朋·瑟利維查亞薩瓦
- 阿蓝·阿萨苏布萨坤
- 廷纳西特·伊萨拉蓬彭
- 皮澈彭·吉拉逮薩庫翁